# Восстание Чехословацкого корпуса
Восстание (мятеж) Чехословацкого корпуса происходило в мае—августе 1918 года на территории Поволжья и Сибири.
Выступление Чехословацкого корпуса охватило Поволжье, Урал, Сибирь, Дальний Восток и создало благоприятную ситуацию для ликвидации советских органов власти, образования антисоветских правительств (Комитет членов Учредительного собрания, Временное Сибирское правительство, объединившиеся позднее во Временное Всероссийское правительство, затем реорганизованное в Российское правительство) и начала широкомасштабных боевых действий в рамках Гражданской войны. Причиной начала мятежа послужила попытка советских властей разоружить легионеров.

## Предыстория
Чехословацкий корпус был сформирован в составе Русской армии осенью 1917 года из чехословацких частей и соединений в основном из чехов и словаков, добровольцев, пленных и перебежчиков Вооружённых сил Австро-Венгрии и Германии, выразивших желание участвовать в войне против Германии и Австро-Венгрии.
Первая национальная чешская часть (Чешская дружина) была создана из добровольцев-чехов, проживавших в России, ещё в самом начале войны, осенью 1914 года в Киеве. В составе 3-й армии генерала Радко-Дмитриева она участвовала в Галицийской битве и в дальнейшем выполняла в основном разведывательные и пропагандистские функции. С марта 1915 года Верховный главнокомандующий Русской армии великий князь Николай Николаевич разрешил принимать в ряды дружины чехов и словаков из числа пленных и перебежчиков. В результате к концу 1915 года она была развёрнута в Первый чехословацкий стрелковый полк имени Святого Вацлава, штатной численностью около 2 100 человек (позднее, в 1917 году, по наущению полковника Константина Мамонтова, во время визита Т. Г. Масарика полк был переименован в Первый чехословацкий стрелковый полк имени Яна Гуса). Именно в этом формировании начинали службу будущие руководители мятежа, а в дальнейшем — видные политические и военные деятели Первой Чехословацкой республики — поручик Ян Сыровы, поручик Станислав Чечек, капитан Радола Гайда и другие. К концу 1916 года полк развернулся в бригаду (Československá střelecká brigáda) в составе трёх полков, численностью ок. 3,5 тыс. офицеров и нижних чинов, под командованием полковника В. П. Троянова.
Тем временем в феврале 1916 года в Париже образовался Чехословацкий национальный совет (Československá národní rada). Его руководители (Томаш Масарик, Йозеф Дюрих, Милан Штефаник, Эдвард Бенеш) продвигали идею создания самостоятельного чехословацкого государства и предпринимали активнейшие усилия с целью получить согласие стран Антанты на формирование самостоятельной добровольческой чехословацкой армии.

## 1917 год
После Февральской революции Чехословацкий национальный совет (ЧСНС) создал своё отделение в России, которое было признано Временным правительством в качестве единственного представителя чехов и словаков в России.
В июньском наступлении Русской армии в Галиции, где Чехословацкая бригада впервые участвовала как самостоятельная оперативная единица, в сражении под Зборовом она прорвала фронт, взяла более 3 тысяч пленных, потеряв до 200 чел. убитыми и до 1000 ранеными. За этот успех командир бригады был произведён в генерал-майоры.
И Временное правительство, и командование 1-й Гуситской стрелковой дивизии, в которую была впоследствии развёрнута чехословацкая бригада, подчёркивали свою лояльность друг к другу. Успешные действия чехословаков способствовали тому, что чешские политические деятели добились у Временного правительства разрешения на снятие всех численных ограничений и создание на российской территории более крупных национальных формирований, в подавляющем большинстве состоявших из бывших военнопленных австро-венгерской армии. Новый Верховный главнокомандующий генерал Корнилов 4 июля 1917 года разрешил начать формирование 2-й дивизии, которое шло быстрыми темпами. Были организованы 5-й полк Томаша Масарика, 6-й Ганацкий, 7-й Татранский, 8-й Силезский полки, две инженерные роты, две артиллерийские бригады.
Представитель ЧСНС, будущий первый президент независимой Чехословакии профессор Томаш Масарик провёл в России целый год, с мая 1917 по апрель 1918. Как пишет в своей книге видный деятель Белого движения генерал-лейтенант Сахаров, Масарик вначале связался со всеми «вождями» Февральской революции, после чего «поступил всецело в распоряжение французской военной миссии в России». Сам Масарик в 1920-е годы называл чехословацкий корпус «автономной армией, но в то же время и составной частью французской армии», поскольку «мы зависели в денежном отношении от Франции и от Антанты». Для руководителей чешского национального движения главной целью продолжения участия в войне с Германией было создание государства, независимого от Австро-Венгрии. В том же 1917 году совместным решением французского правительства и ЧСНС был сформирован Чехословацкий легион во Франции. ЧСНС признавался единственным верховным органом всех чехословацких военных формирований — это ставило чехословацких легионеров (а теперь они назывались именно так) в России в зависимость от решений Антанты.
В октябре 1917 года генерал Духонин подписал приказ о формировании Чехословацкого корпуса из трёх дивизий (на тот момент были сформированы лишь две дивизии общей численностью 39 тыс. солдат и офицеров). Всё это время чехословацкие национальные формирования действовали исключительно под командованием русских офицеров.
Осенью 1917 года Чехословацкий корпус находился на формировании в тылу Юго-Западного фронта на территории Волынской и Полтавской губерний. Октябрьская революция и начатые Советским правительством переговоры о мире с державами Тройственного союза поставили чехословаков в сложное положение. С получением известия о победе вооружённого восстания большевиков в Петрограде руководство Чехословацкого национального совета заявило о безоговорочной поддержке Временного правительства и заключило соглашение с командованием Киевского военного округа и Юго-Западного фронта о порядке использования чехословацких частей, которое, с одной стороны, подтверждало невмешательство последних в вооружённую борьбу внутри России на стороне какой-либо политической партии, а с другой — провозглашало их стремление «содействовать всеми средствами сохранению всего, что способствует продолжению ведения войны против нашего врага — австро-германцев». 27 октября это соглашение было доведено до сведения командования 1-й и 2-й чехословацких дивизий, а помощник комиссара Временного правительства при штабе Юго-Западного фронта Н. С. Григорьев распорядился отправить указанные соединения в Киев. 28 октября они совместно с юнкерами киевских военных училищ участвовали в уличных боях против рабочих и солдат — сторонников киевского Совета. Бои продолжались до заключения между враждующими сторонами перемирия 31 октября 1917 года.
Тем временем Чехословацкий национальный совет (ЧСНС), стремившийся превратить созданный Россией чехословацкий корпус в «иностранное союзническое войско, находящееся на территории России», ходатайствовал перед французским правительством и президентом Пуанкаре о признании всех чехословацких воинских формирований частью французской армии. С декабря 1917 года на основании декрета французского правительства от 19 декабря об организации автономной Чехословацкой армии во Франции чехословацкий корпус в России был формально подчинён французскому командованию и получил указание о необходимости отправки во Францию.

## 1918 год
Тем не менее попасть во Францию чехословаки могли лишь через территорию России, где на тот момент повсеместно была установлена советская власть. Чтобы не испортить отношения с советским правительством России, Чехословацкий национальный совет категорически воздерживался от каких-либо действий против него, а потому отказал в помощи Центральной раде против наступавших на неё советских отрядов.
В ходе развернувшегося наступления советских войск на Киев они вошли в соприкосновение с частями 2-й чехословацкой дивизии, находившейся на формировании под Киевом, и Масарик заключил соглашение о нейтралитете с главкомом М. А. Муравьёвым. 26 января (8 февраля) 1918 года части Красной Гвардии взяли Киев и установили там советскую власть. 16 февраля Муравьёв сообщил Масарику, что правительство Советской России не имеет возражений против отъезда чехословаков во Францию.
С согласия Масарика в чехословацких частях была разрешена большевистская агитация. Небольшая часть чехословаков (немногим более 200 человек — в их числе, например, Ярослав Гашек) под влиянием революционных идей вышла из состава корпуса и позднее влилась в интернациональные бригады РККА. Сам Масарик, по его словам, отказался принять предложения о сотрудничестве, поступавшие к нему от генералов Алексеева и Корнилова (генерал Алексеев в начале февраля 1918 года обращался к начальнику французской миссии в Киеве с просьбой дать согласие направить в район Екатеринослав — Александров — Синельниково если не весь чехословацкий корпус, то хотя бы одну дивизию с артиллерией, чтобы создать условия, необходимые для защиты Дона и формирования Добровольческой армии. С такой же просьбой непосредственно к Масарику обращался П. Н. Милюков). В то же время Масарик, по выражению К. В. Сахарова, «прочно связался с левым русским лагерем; помимо Муравьёва, им были укреплены его отношения с рядом революционных деятелей полубольшевицкого типа». Русские офицеры были постепенно удалены с командных постов, ЧСНС в России пополнился «левыми, ультрасоциалистическими людьми из военнопленных».
В начале 1918 года 1-я чехословацкая дивизия размещалась под Житомиром. 27 января (9 февраля) делегация Центральной рады УНР в Брест-Литовске подписала мирный договор с Германией и Австро-Венгрией, заручившись их военной помощью в борьбе с советскими войсками. После начавшегося 18 февраля ввода германо-австрийских войск на территорию Украины 1-я чехословацкая дивизия была в срочном порядке передислоцирована из-под Житомира на Левобережную Украину, где c 7 по 14 марта в районе Бахмача чехословакам пришлось действовать совместно с советскими войсками, сдерживая натиск немецких дивизий для обеспечения эвакуации.
Все усилия ЧСНС были направлены на то, чтобы организовать эвакуацию корпуса из России во Францию. Самым коротким маршрутом был морской — через Архангельск и Мурманск, — однако  от него отказались из опасений чехов, что корпус может быть перехвачен немцами в случае их перехода в наступление. Было решено направлять легионеров по Транссибирской железной дороге до Владивостока и далее через Тихий океан в Европу.
26 марта 1918 года в Пензе представители СНК РСФСР (Сталин и другие), ЧСНС в России и Чехословацкого корпуса подписали соглашение, по которому гарантировалась беспрепятственная отправка чехословацких подразделений от Пензы к Владивостоку: «…Чехословаки продвигаются не как боевые единицы, а как группа свободных граждан, берущих с собой известное количество оружия для своей самозащиты от покушений со стороны контрреволюционеров… Совет народных комиссаров готов оказать им всякое содействие на территории России при условии их честной и искренней лояльности…» 27 марта в приказе по корпусу № 35 определялся порядок использования этого «известного количества оружия»: «В каждом эшелоне оставить для собственной охраны вооружённую роту численностью в 168 человек, включая унтер-офицеров, и один пулемёт, на каждую винтовку 300, на пулемет 1200 зарядов. Все остальные винтовки и пулемёты, все орудия должны быть сданы русскому правительству в руки особой комиссии в Пензе, состоящей из трёх представителей чехословацкого войска и трёх представителей советской власти…». Артиллерийское вооружение в основном было передано красногвардейцам ещё при переходе с Украины в Россию.
На восток отправлялись в 63 составах, по 40 вагонов каждый. Первый эшелон вышел 27 марта и месяц спустя прибыл во Владивосток. К маю 1918 года эшелоны чехословаков растянулись по железной дороге на несколько тысяч километров, от Пензы до Владивостока и оказались разделены на 6 групп:
1) Пензенская группа в 8 тыс. человек во главе с поручиком С. Чечеком и его помощниками поручиком Швецом и подпоручиком Воженилеком);
2) челябинская группа (более 8 тыс. человек во главе с подполковником С. Н. Войцеховским);
3) группа капитана Р. Гайды в составе полутора батальонов 7-го Татранского полка и батальона 6-го полка общей численностью около 2 тыс. человек;
4) группа капитана Э. Кадлеца в Мариинске в составе двух рот 7-го полка и трёх батарей 2-й артбригады общей численностью около 800 человек;
5) в районе Канск-Нижнеудинск группа подполковника Б. Ф. Ушакова в составе трёх рот ударного батальона, эшелона 2-го запасного полка и обозного эшелона 2-й дивизии общей численностью около 1 тыс. человек;
6) Владивостокская группа генерал-лейтенанта М. К. Дитерихса численностью около 14 тыс. человек.
Бывшая царская армия к лету 1918 года уже прекратила своё существование, в то время как Красная армия и белые армии только начали формироваться и, зачастую, не отличались боеспособностью. Чехословацкий легион оказывается чуть ли не единственной боеспособной силой в России, его численность возрастает до 50 тыс. чел. Отношение большевиков к чехословакам из-за этого было настороженным. С другой стороны, несмотря на выраженное чешскими руководителями согласие на частичное разоружение эшелонов, среди самих легионеров это было воспринято с большим недовольством и стало поводом к враждебному недоверию к большевикам.

## Начало конфликта с советской властью
Тем временем советскому правительству стало известно о секретных переговорах союзников о японской интервенции в Сибири и на Дальнем Востоке. 28 марта, в надежде помешать этому, Лев Троцкий дал согласие Локкарту на общесоюзный десант во Владивостоке. Однако 5 апреля японский адмирал Като без предупреждения союзников высадил во Владивостоке небольшой отряд морской пехоты «для защиты жизни и собственности японских граждан». Советское правительство, подозревая Антанту в двойной игре, потребовало начать новые переговоры о перемене направления эвакуации чехословаков с Владивостока на Архангельск и Мурманск.

Германский генштаб, со своей стороны, также опасался скорого появления на Западном фронте 40-тысячного корпуса, в то время когда у Франции уже иссякали последние людские резервы и на фронт спешно стали отправлять так называемые колониальные войска. Под давлением посла Германии в России графа Мирбаха 21 апреля нарком иностранных дел Г. В. Чичерин направил телеграмму Красноярскому совету о приостановлении дальнейшего передвижения чехословацких эшелонов на восток: 
Опасаясь японского наступления на Сибирь, Германия решительно требует, чтобы была начата скорая эвакуация немецких пленных из Восточной Сибири в Западную или в Европейскую Россию. Прошу употребить все средства. Чехословацкие отряды не должны передвигаться на восток.
Чичерин
2 мая посол США в России Дэвид Роуленд Фрэнсис телеграфировал из Вологды в Вашингтон: 
"По моему мнению, время для союзнеческой интервенции пришло".
Легионеры восприняли это распоряжение как намерение советского правительства выдать их Германии и Австро-Венгрии как бывших военнопленных. В атмосфере взаимного недоверия и подозрительности инциденты были неизбежны. Один из них произошёл 14 мая на станции Челябинск, где остановился эшелон с военнопленными венграми и немцами. Чехословаки, увидев плохие условия, в которых содержались пленные, поделились с ними частью своего продовольствия и табака. Когда же состав тронулся, кто-то из пленных бросил в чехов чугунную ножку от печки, в результате чего один из чешских солдат был тяжело ранен и потерял сознание. В ответ легионеры остановили поезд и подвергли самосуду виновника. Остальные пленные потом вспоминали, что убитый еще перед отправлением со станции объявил, что должен убить хотя бы одного чеха до отъезда. По следам этого инцидента советские власти Челябинска на следующий день арестовали десять легионеров. Однако их товарищи 17 мая силой освободили арестованных, разоружили местный отряд Красной гвардии и разгромили оружейный арсенал, захватив 2800 винтовок и артиллерийскую батарею.

## Основные события
В такой атмосфере крайнего возбуждения в Челябинске собрался съезд чехословацких военных делегатов (16—20 мая), на котором для координации действий разрозненных группировок корпуса был образован Временный исполнительный комитет съезда чехословацкого войска из трёх начальников эшелонов (поручик Чечек, капитан Гайда, полковник Войцеховский) под председательством члена ЧCНС Павлу. Съезд решительно стал на позицию разрыва с большевиками и постановил прекратить сдачу оружия (к этому моменту оружие ещё не было сдано тремя арьергардными полками в районе Пензы) и двигаться «собственным порядком» на Владивосток.
21 мая в Москве были арестованы Макса и Чермак — представители ЧСНС — и было отдано распоряжение о полном разоружении и расформировании чехословацких эшелонов. 23 мая заведующий оперативным отделом Народного комиссариата по военным делам Аралов телеграфировал в Пензу: «…Предлагаю немедленно принять срочные меры к задержке, разоружению и расформированию всех эшелонов и частей чехословацкого корпуса как остатка старой регулярной армии. Из личного состава корпуса формируйте красноармейские и рабочие артели…» Арестованные в Москве представители ЧСНС приняли требования Троцкого и отдали от лица Масарика приказ о сдаче чехословаками всего оружия, объявив инцидент в Челябинске ошибкой и потребовав немедленного прекращения всякого рода выступлений, которые препятствуют выполнению «национального дела». Легионеры, однако, подчинялись уже лишь своему «Временному исполнительному комитету», избранному съездом. Этот чрезвычайный орган разослал во все эшелоны и части корпуса приказ: «Оружия нигде советам не сдавать, самим столкновений не вызывать, но в случае нападения защищаться, продвижение на восток продолжать собственным порядком».
25 мая последовала телеграмма наркомвоенмора Троцкого «всем совдепам по линии от Пензы до Омска», которая не оставляла никаких сомнений в решительных намерениях советских властей:

…Все советы по железной дороге обязаны под страхом тяжкой ответственности разоружить чехословаков. Каждый чехословак, который будет найден вооружённым на железнодорожных линиях, должен быть расстрелян на месте; каждый эшелон, в котором окажется хотя бы один вооружённый, должен быть выгружен из вагонов и заключен в лагерь для военнопленных. Местные военные комиссариаты обязуются немедленно выполнить этот приказ, всякое промедление будет равносильно измене и обрушит на виновных суровую кару. Одновременно посылаю в тыл чехословацким эшелонам надёжные силы, которым поручено проучить неповинующихся. С честными чехословаками, которые сдадут оружие и подчинятся Советской власти, поступить как с братьями и оказать им всяческую поддержку. Всем железнодорожникам сообщается, что ни один вагон с чехословаками не должен продвинуться на восток… 
Народный комиссар по военным делам Л. Троцкий.— Цитируется по кн. Парфёнова «Гражданская война в Сибири». Стр. 25-26.
25—27 мая в нескольких пунктах нахождения чехословацких эшелонов (станции Марьяновка, Иркутск, Златоуст) произошли стычки с красногвардейцами, пытавшимися разоружить легионеров.
27 мая подразделение полковника Войцеховского взяло Челябинск. Чехословаки, разгромив брошенные против них силы Красной гвардии, заняли также города по Транссибу Петропавловск и Курган, свергнув в них власть большевиков и открыли себе дорогу на Омск. Другие части вошли в Новониколаевск, Мариинск, Нижнеудинск и Канск (29 мая). В начале июня 1918 года чехословаки вошли в Томск.
29 мая подразделение лейтенанта Швеца, после кровопролитного боя, длившегося почти сутки, овладело Пензой.
4—5 июня 1918 года неподалёку от Самары легионеры разбили советские части и обеспечили себе возможность переправы через Волгу. 4 июня Антанта объявила Чехословацкий корпус частью своих вооружённых сил и заявила, что будет рассматривать его разоружение как недружественный акт в отношении союзников. Положение усугубилось давлением Германии, не прекращавшей требовать от Советского правительства разоружения чехословаков. В захваченной легионерами Самаре 8 июня было организовано первое антибольшевистское правительство — Комитет членов Учредительного собрания (Комуч), а 30 июня в Омске — Временное Сибирское правительство. Это положило начало формированию региональных антибольшевистских правительств по всей территории России.
Белочехи захватили власть во Владивостоке 29 июня. К этому времени их находилось здесь около 15 тысяч — вооруженных солдат и офицеров. Председатель исполнительного комитета Владивостокского совета К. А. Суханов и другие члены совета — большевики были арестованы. К власти пришла городская дума, в которой большинство мест имели правые социалисты-революционеры (эсеры) и меньшевики.
В начале июля, как командир 1-й чехословацкой дивизии, Чечек отдал приказ, в котором особо подчеркнул следующее:
Наш отряд определён как предшественник союзнических сил, и инструкции, получаемые из штаба, имеют единственную цель — построить антинемецкий фронт в России в союзе с целым русским народом и нашими союзниками.
10 июля русские добровольцы Народной армии Комуча подполковника Каппеля взяли повторно Сызрань, а легионеры Чечека 15 июля захватили Кузнецк. 22 июля подразделение Каппеля пробилось через Бугульму к Симбирску и вместе с чехословаками пошло на Саратов и Казань. 25 июля на Урале полковник Войцеховский занял Екатеринбург. На востоке генерал Гайда 11 июля занял Иркутск и позже — Читу.
Под напором превосходящих сил Красной армии части Народной армии Комуча оставили 10 сентября Казань, 12 сентября — Симбирск, в начале октября — Сызрань, Ставрополь и Самару. В чехословацких легионах росла неуверенность в необходимости вести бои в Поволжье и на Урале.
В ходе восстания Чехословацкого корпуса его части не только вели вооружённую борьбу против большевиков, но и участвовали в массовых расстрелах на занятой ими территории.

## 1919 год
Уже осенью 1918 года чехословацкие части стали отводиться в тыл и в дальнейшем не принимали участия в боях, сосредоточившись вдоль Транссибирской магистрали. Вести о провозглашении 28 октября независимой Чехословакии усилили желание легионеров вернуться домой. Падение их боевого духа в Сибири не смог остановить даже военный министр Чехословацкой республики Милан Штефаник во время своей инспекционной проверки в ноябре—декабре 1918 года. Он издал приказ, по которому всем частям Чехословацкого корпуса предписывалось покинуть фронт и передать позиции русским войскам.
27 января 1919 года командующий Чехословацким корпусом в России генерал Ян Сыровый издал приказ, объявляющий участок магистрали между Ново-Николаевском и Иркутском операционным участком Чехословацкого корпуса. Сибирская железнодорожная магистраль таким образом оказалась под контролем чешских легионеров, а фактическим распорядителем на ней являлся главнокомандующий союзными войсками в Сибири и на Дальнем Востоке французский генерал Морис Жанен. Именно он устанавливал порядок передвижения эшелонов и эвакуации воинских частей.
В течение 1919 года боеспособность Чехословацкой армии в России (название Чехословацкого корпуса с 1 февраля 1919 года) продолжала падать. Легионеры ещё участвовали в охранных и карательных операциях против красных партизан от Ново-Николаевска до Иркутска и Читы, но главным образом их задействовали на хозяйственных работах: ремонт локомотивов, подвижного состава, железнодорожных путей.

## Отступление
Фактическим заложником чехословаков стал Верховный правитель России адмирал Колчак, эвакуировавшийся из Омска вместе со своим генштабом, канцелярией и золотым запасом России 12 ноября 1919 года, буквально за два дня до сдачи города наступающей Красной армии. Уже в Ново-Николаевске поезда Колчака упёрлись в эшелоны чехов, и когда адмирал потребовал пропустить его вперёд, он получил отказ, в связи с чем ему пришлось задержаться здесь на две недели, до 4 декабря. 12 декабря в Красноярске Колчаку из восьми эшелонов оставили лишь три, которые продвигались на восток с большими остановками, а в Нижнеудинске, куда он добрался 27 декабря, его поезд задержали ещё почти на две недели. За это время власть в Иркутске, куда направлялся Колчак, в результате вооружённого восстания перешла в руки эсеро-меньшевистского «Политцентра», который потребовал отречения Верховного правителя и безоговорочной передачи власти от колчаковского Совета министров в его руки. Союзники и чехословаки поддержали «Политцентр», поскольку его представители заявили им, что будут продолжать борьбу с большевизмом.
3 января 1920 года Совет министров направил телеграмму в Нижнеудинск, в которой Колчаку было предложено отказаться от должности Верховного правителя в пользу Деникина. Одновременно союзники сообщили Колчаку, что лично он может быть вывезен из Нижнеудинска под охраной чехов только в одном вагоне, без собственного конвоя. В тот же день золотой запас был передан под чешскую охрану. Через несколько дней вагон Колчака, разукрашенный союзными флагами, прицепили к хвосту эшелона одного из чешских полков. Остатки личного конвоя Колчака сменили чехи.
Тем временем Иркутский большевистский губком, вышедший из подполья, потребовал от «Политцентра» предъявить союзному командованию требования о выдаче Колчака, председателя Совета министров Пепеляева и золотого запаса, угрожая в противном случае взорвать кругобайкальские железнодорожные туннели. «Политцентр» уступил реальной силе и принял это требование. Союзное командование также вынуждено было согласиться обеспечить отход своим войскам и выдачей Колчака укрепить позиции эсеровского «Политцентра». Таким образом, 15 января, по прибытии в Иркутск, Колчак и Пепеляев были переданы представителям «Политцентра» и помещены под стражу. К этому времени политическая ситуация в Иркутске уже существенно изменилась в пользу большевиков. 21 января «Политцентр» передал власть в городе, а с ней и арестованного адмирала, большевистскому Иркутскому военно-революционному комитету (ВРК). 7 февраля 1920 года Колчак и Пепеляев были расстреляны по распоряжению Иркутского военно-революционного комитета, возглавлявшегося большевиками и действовавшего по личному указанию В. И. Ленина. Определением Военного суда Забайкальского военного округа № от 26.01.1999 года Колчак А. В. признан не подлежащим реабилитации, а вынесенное в отношении него постановление Иркутского военно-революционного комитета от 06.02.1920 года обоснованным (том 3, л.д. 25-29).
В указанном определении указано, что 07.02.1920 года Колчак А. В. был расстрелян на основании Постановления Иркутского ВРК от 06.02.1920 года.
В тот же день на станции Куйтун (в 310 км северо-западнее Иркутска) было подписано соглашение о перемирии между командованием Красной армии и Чехословацкой армии в России, гарантирующее легионерам отход на Дальний Восток и эвакуацию. В отношении российского золотого запаса было условлено, что он будет передан советской стороне после отъезда из Иркутска на восток последнего чехословацкого эшелона. До этой даты действовало перемирие, производился обмен пленными, загружался уголь в локомотивы, составлялись и согласовывались списки русских и чехословацких уполномоченных для сопровождения эшелонов. Передача советским властям эшелона с золотым запасом состоялась 1 марта. В ночь с 1 на 2 марта Иркутск покинули последние чешские эшелоны и в город вступили регулярные части Красной армии.
Уже в декабре 1919 года из Владивостока стали выходить первые корабли с легионерами. На 42 кораблях в Европу было переправлено 72 644 человека (3 004 офицеров и 53 455 солдат и прапорщиков Чехословацкой армии). Из России не вернулось более четырёх тысяч человек — погибших и пропавших без вести.
В ноябре 1920 года в Чехословакию вернулся последний эшелон с легионерами из России.

«Эта была большая работа, в России, но замечательная; мы возвращались домой не с голыми руками, у нас было что-то настоящее, своё, наша армия, первая, настоящая, пускай экстерриториальная, часть нашего будущего государства».— Т. Масарик

## Участники корпуса
В числе легионеров были будущие чехословацкие генералы Ян Сыровый, Станислав Чечек, Людвиг Крейчи, Людвик Свобода, Радола Гайда, Сергей Войцеховский, писатели Рудольф Медек, Франтишек Лангер и Ярослав Кратохвил.

## Памятники
Соглашение между Правительством Российской Федерации и Правительством Чешской Республики о взаимном содержании военных захоронений подписано 15 апреля 1999 года. Реализацией соглашения занимается ассоциация «Военные мемориалы».

## В культуре
В романе Анатолия Иванова «Вечный зов» мятежу уделена глава событий времён Гражданской войны.
В компьютерной игре 2023 года Last Train Home игрок управляет группой чехословацких солдат, которые на поезде преодолевают Россию с запада на восток. Из-за неоднозначного изображения исторических событий в игре, она вызвала общественный резонанс среди игроков и игровых медиа. В августе 2024 года прокуратура Санкт-Петербурга подала иск о запрете игры из-за возбуждения ненависти к солдатам Красной Армии в годы Гражданской войны.